# Clymenoptilon novaezealandicum
Clymenoptilon novaezealandicum — викопний вид морських птахів ряду фаетоноподібних (Phaethontidae), що жив на території сучасної Нової Зеландії в ранньому палеоцені (62 млн років тому).

## Скам'янілості
Викопні рештки птаха знайдено у відкладеннях формації Вайпара Грінсенд у регіоні Кентербері. Рештки включають череп, хребетний стовп, елементи правого крила і грудного поясу та таз.

## Назва
Родове назва Clymenoptilon, означає «перо Клімени». Клімена — це мати Фаетона в грецькій міфології та посилання на сучасний рід птахів — Phaethon. Видова назва novaezealandicum означає «з Нової Зеландії».

## Філогенія
Clymenoptilon — один з найдавніших відомих профаетоноподібних птахів, який, схоже, був менш близьким до сучасних представників, ніж відомі раніше Lithoptila та Prophaethon. Тоді як Prophaethon, ймовірно, був краще пристосований до плавання, ніж сучасні фаетоноподібні (які можуть відпочивати на поверхні води, але переважно ловлять здобич, пірнаючи з повітря), Clymenoptilon, ймовірно, був менш спеціалізованим плавцем, ніж Prophaethon, судячи з анатомії його стегна. Однак, подальша оцінка його плавальних здібностей буде залежати від знахідки кісток його задніх кінцівок, які наразі невідомі.
Вік і характеристики предків нового виду дозволяють припустити, що фаетоноподібні могли походити з південної півкулі. До цього часу всі інші викопні види були відомі лише з північної півкулі.
Палеоценові Phaethontiformes були широко поширені в Новій Зеландії (Clymenoptilon), Північній Африці (Lithoptila), Європі (Prophaethon), Західній Азії (Zhylgaia) та Північній Америці (невизначений таксон). Таким чином, ці птахи, схоже, швидко розселилися по всьому світу, і потенційні географічні бар'єри, такі як менш продуктивні морські зони навколо екватора, очевидно, не стали перешкодою цьому. Широке поширення Phaethontiformes і Pelagornithidae в ранньому палеогені різко контрастує з географічною обмеженістю сучасних пірнаючих морських птахів. Такі таксони, як Vegaviidae і Sphenisciformes, були обмежені, а у випадку з Sphenisciformes і досі залишаються обмеженими південною півкулею. Очевидно, різні фактори обмежували поширення водних і пелагічних таксонів морських птахів, але ще належить з'ясувати, чому, наприклад, пінгвіни не змогли розселитися в північній півкулі.